# ピエトラ・デ・ジョルジ
ピエトラ・デ・ジョルジ（伊: Pietra de' Giorgi）は、イタリア共和国ロンバルディア州パヴィーア県にある、人口約800人の基礎自治体（コムーネ）。

## 地理

### 位置・広がり

#### 隣接コムーネ
隣接するコムーネは以下の通り。
- ブローニ
- カスターナ
- チゴニョーラ
- リーリオ
- モンタルト・パヴェーゼ
- モルニーコ・ロザーナ
- レダヴァッレ
- サンタ・ジュレッタ
- サンタ・マリーア・デッラ・ヴェルサ

### 気候分類・地震分類
気候分類では、zona F, 3001 GGに分類される。
また、イタリアの地震リスク階級 (it) では、zona 3 (sismicità bassa) に分類される
。

## 行政

### 分離集落
ピエトラ・デ・ジョルジには、以下の分離集落（フラツィオーネ）がある。
- Boffalora, Bordonenzo, Boscaiolo, Bosco Casella, Calcababbio, Calcamucchio, Calchera, Casa Botta, Casa Carrone, Casa Costa, Casa Remigio, Cascina Esse, Casetta, Castagnara, Castellato, Cerrone, Cerronetto, Costa Grossa, Fitti, Molino, Pecorara, Quadrivio, Quarti, Scagno, Scorzoletta, Tagliate